# QSO J0005-0006
QSO J0005-0006とは、地球から約273億8500万光年離れた位置にあるクエーサーである。
QSO J0005-0006は、宇宙誕生から10億年以内の宇宙にある古い天体である。QSO J0005-0006は、チリの雲を持っていないという特徴がある。通常のクエーサーは、チリとガスで構成された降着円盤を持っているが、クエーサーが誕生したばかりの状態では、恒星が十分に成長していないため、クエーサーの降着円盤にチリは存在せず、また宇宙空間にもないという予測があった。即ち、チリに邪魔されることなく中心部の超大質量ブラックホールが裸の状態で存在することになる。2006年になって、QSO J0005-0006とQSO J0303-0019の2つのクエーサーがこの種の天体ではないかという観測結果があり、2010年になってスピッツァー宇宙望遠鏡の赤外線観測によって実際にそのような曇りの無いクエーサーであることがわかった。このような例としては初めての発見である。